# 斯坦頓縣 (堪薩斯州)
斯坦頓縣（英語：Stanton County，縮寫ST）是美国堪薩斯州西南部的一個縣，西鄰科羅拉多州，面積1,761平方公里。根據2020年美國人口普查，共有人口2,084人。縣治約翰遜城（Johnson City）。該縣成立於1873年3月6日，縣政府成立於1887年3月5日；縣名紀念歷任美國司法部長、戰爭部長的埃德温·斯坦顿。